# 纒向古墳群
座標: 北緯34度32分48.1秒 東経135度50分09.8秒 / 北緯34.546694度 東経135.836056度
纒向古墳群（まきむくこふんぐん）は、奈良県桜井市に所在する古墳時代前期初頭の古墳群である。オオヤマト古墳集団（大和・柳本古墳群）のなかの1つであり、柳本古墳群の南に位置し、三輪山の西麓に広がる。前方後円墳発祥の地とみられている。

## 概要
「オオヤマト古墳集団」は、奈良盆地の南東部に所在し、北から、萱生古墳群、柳本古墳群、纒向古墳群、磯城の古墳の4グループに分類され、本古墳群は、天理市から桜井市の「山辺の道」沿いに広がる柳本古墳群の南、かつての「水垣郷」に位置し、広大な纒向遺跡のなかに分布する。地形的には、珠城山丘陵によって柳本古墳群とは分断される。
盟主墳とされる箸墓古墳（箸中山古墳）は、定型化した最初の前方後円墳とみなされており、3世紀の後半から4世紀に築造されたと推定される。こんにち、この定型化古墳の出現をもって「古墳時代」が始まったという時期区分が一般的に採用されている。箸墓古墳は戦前の笠井新也の研究以来、『魏志』倭人伝のいう邪馬台国に都した倭の女王卑弥呼の墓ではないかという説がある。宮内庁では「倭迹迹日百襲姫命大市墓」として管理している。

## 古墳の特徴
箸墓古墳をのぞく5基の前方後円形の墳墓は「纒向型前方後円墳」と呼ばれることがあり、帆立貝のような形状をもっており、以下のような共通の特徴を有している。
- 後円部に比べ前方部が著しく小さく低平である。
- 墳丘全長・後円部直径・前方部の長さの比は、正しく3:2:1を原則としている。
- 後円部は、扁球・倒卵か不正円形で正円形でない。
- 周濠を持つ古墳は、前方部が狭い。

いっぽう箸墓古墳は、後円部が5段築成によるものであり、前方部の前面幅は撥（ばち）状を呈し、規模も他の5基の約3倍に相当する278メートルであり、そこには隔絶性が明らかに存在し、しばしば「初期ヤマト王権最初の王墓」と評される。

## 主な古墳

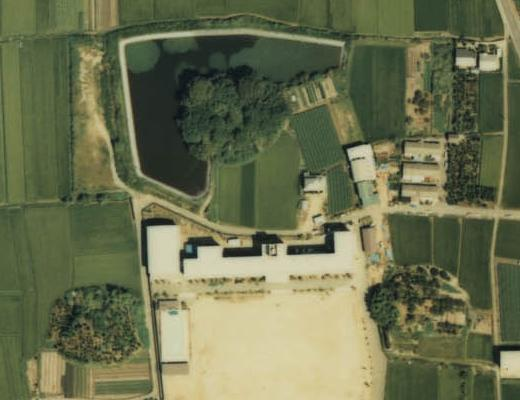
纒向勝山古墳（上）・矢塚古墳（下左）・石塚古墳（下右）

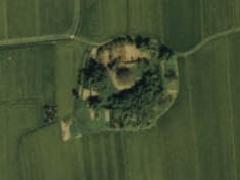
東田大塚古墳

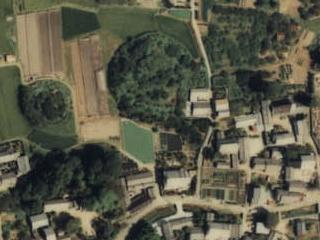
ホケノ山古墳

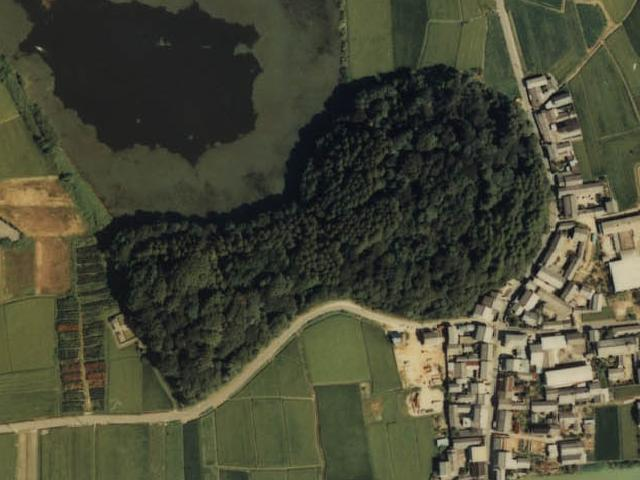
箸墓古墳

本古墳群内の前方後円墳には、次の6基がある。
纒向石塚古墳
桜井市太田字石塚に所在する。周濠の一部が調査され、周囲に幅20メートルあまりの周濠をもつことが確認された。周濠内から鶏形木製品2点、弧文円板1点、大量の鋤・鍬のほか纒向1類の完形土器が出土している。石塚古墳においては、周濠の最下層から出土したヒノキの板材の残存最外年輪の暦年は炭素14年代測定法によって西暦177年との測定結果が出ている。しかし、年輪年代学の光谷拓実は、残存の辺材部の平均年代幅をもとに推計し、「その伐採年はどうみても200年を下ることはない」と結論づけている。
纒向矢塚古墳
桜井市東田町字矢塚に所在する。埋葬部は未調査であるが、墳頭部より板石が露出しているので竪穴式石室・箱式石棺が考えられる。出土遺物は、埴輪、纒向3類の須恵器、瓦器であるが、いずれも遺構にともなうものではない。
纒向勝山古墳
桜井市東田町字勝山に所在する。上述の石塚古墳・矢塚古墳と本古墳を結ぶとほぼ正三角形の配置となる。葺石をともなうが埴輪は検出されていない。埋葬部は未調査のため詳細不明であるが、主として周濠より遺物が出土している。主なものとしては、木製の刀剣把手、団扇、槽等の祭祀具、U字形木製品、布留0式期の土師器がある。
東田大塚古墳
桜井市東田字大塚に所在する。葺石をともなうが埴輪は検出されていない。埋葬部は未調査であり、不明な点が多い。出土遺物には、土師器（布留0式）、木製品があり、周濠外堤部より東海系壺片で蓋をした中部瀬戸内系土器棺による甕棺の埋納痕跡を確認している。なお、試掘調査により前方部に盛土が残っていることが確認され、2007年（平成19年）、桜井市教育委員会は全長がこれまでの推測より14メートル長く110メートル以上におよぶ旨発表した。
ホケノ山古墳
桜井市大字箸中字ホケノ山に所在し、三輪山の西山麓、箸墓古墳の東側に位置する。葺石をともなう。1999年（平成11年）9月から奈良県立橿原考古学研究所と桜井市教育委員会によって発掘調査が実施された。墳頂部中央から「石囲い木槨」を検出した。大きな土壙内に内側の長さ約7メートル、幅約2.7メートルの石室状の施設で、その内部にコウヤマキ製の約5メートルの刳抜式（くりぬきしき）木棺（割竹形木棺もしくは舟形木棺を納めた大規模な木槨である。天井は木材を渡し、その上に地元の川原石を積んでいる。水銀朱で覆われていたと思われる。土器は、庄内式の二重口縁壺が20体出土している。

箸墓古墳（箸中山古墳）

桜井市箸中に所在する前方後円墳で、上の5基とは隔絶した規模と整った外形をもち、埴輪をともなう。被葬者として宮内庁より倭迹迹日百襲姫命が治定されている。周濠内上層の堆積土層中から布留1式土器とともに4世紀初めのものと推定される木製輪鐙が出土しているが、桜井市纒向学研究センターによれば、これらの遺物は古墳が築造されて暫く後に周濠に投げ込まれたものと考えられている。
なお、箸墓古墳を定型化古墳のさきがけとみなし、それ以外の5基の前方後円墳を「前方後円形墳丘墓」とみなす見解もある。いっぽう、寺沢薫は石塚以下の5基を「纒向型前方後円墳」として古墳時代草創期に位置づけている。

## 前方後円墳6基の比較対照表
| 墳墓名       | 時期        | 墳丘長 (m) | 主な出土遺物                                             |
| ------------ | ----------- | ---------- | -------------------------------------------------------- |
| 纒向石塚古墳 | 2C末-3C前半 | 96         | 弧文円板、朱塗鶏形木製品                                 |
| 纒向矢塚古墳 | 3C中葉以前  | 96         |                                                          |
| 纒向勝山古墳 | 3C中葉以前  | 110        | 木製の刀剣把手、団扇                                     |
| 東田大塚古墳 | 3C中葉以前  | （96→）110 |                                                          |
| ホケノ山古墳 | 3C中葉      | 80         | 銅鏃60、鉄鏃60、素環頭大刀、刀剣類、画文帯神獣鏡3        |
| 箸墓古墳     | 3C中葉-後半 | 278        | 特殊器台形埴輪片、壺形埴輪片、有段口縁の底部穿孔壺形土器 |